# José Cort Botí
José Francisco Cort Batí (Alcoi, 1895 - València, 1961) és un arquitecte alcoià, titulat per la Universitat de Madrid el 1919.
Era fill de l'enginyer José Cort Merita i germà de l'arquitecte i urbanista César Cort. La seua formació va estar regida al inicialment pel seu pare, José Cort Merita, enginyer industrial, llicenciat en Ciències Fisicomatemàtiques i director de l'Escola Superior d'Indústria d'Alcoi. Fou arquitecte escolar de la província de València. Va ser represaliat a la postguerra espanyola.

## Estil
Se'l vincula amb la denominada Generació del 25, un conjunt d'arquitectes que es va titular als anys 1920 per l'Escola Tècnica d'Arquitectura de Madrid i els projectes i obres dels quals es considera que donen origen al corrent del Racionalisme Espanyol, una escola arquitectònica (no sempre construïda, de vegades només dissenyada o reflectida en texts crítics) que estava molt atenta a totes les novetats que es produïen a l'horitzó europeu del període d'entreguerres. No es tracta d‟un grup unit en l‟acció, sinó d‟una generació que compartia l‟interès per renovar l‟arquitectura actualitzant els seus mètodes de projecte, suprimint els elements decoratius, recorrent a la geometria ortogonal per al disseny d‟espais i incorporant els avenços materials de la tècnica i la indústria.
El 1946 va projectar a la ciutat de València un grup de 30 vivendes unifamiliars per a la Cooperativa de Casas Baratas Dependencia Mercantil al lloc aleshores anomenat carretera de Torrent a Picanya, i que es correspon amb els carrers de l'Arxiduc Carles, Mariano Ribera i Xiva. Aquest ers un projecte de cases barates bonificables, acollides a la llei de 25 de novembre de 1944, sobre construcció de cases de renda per a la classe mitjana. Cada casa hauria estat composta per dues plantes: un petit jardinet precedia l'entrada, seguia un vestíbul, un despatx o saleta que comunicaria amb el menjador. Al vestíbul també hi hauria l'accés a la primera planta que compta amb quatre dormitoris i un bany complet. La planta baixa tindria a més una cambra d´estar amb llar de foc baixa, cuina, safareig amb servei de bany i un pati. Un dels aspectes més interessants el constitueix el jardí: un element de salubritat, higiene i esbarjo projectat en un conjunt d'habitatges bonificables. Segons la memòria del projecte: “Del vestíbul de l'escala sortim a un ampli recinte destinat a bonic jardí que, si es du a terme tal com s'ha projectat, resultarà una superfície que ha de ser molt agradable per poder dedicar-se a esbarjos honestos, entreteniments i ensenyament de floricultura, arboricultura i d'estudi i meditació per a la gent gran en els dies temperats i d'estiu”.

## Obra

### Periode 1926-1931
En el període del 1926 al 1930 realitza a les ciutats d'Elx, Elda, Alcoi i Alacant una producció molt fresca i sense prejudicis, inici del seu exercici professional. El període temporal coincideix amb els anys que aquest tècnic va ocupar la plaça de la Delegació d'Hisenda a Alacant.
En aquest període, Cort es presenta a concursos d'arquitectura: el 1925 a la seu de la Tabacalera a Madrid (amb Eduardo Figueroa), el 1927 a l'Ateneu Mercantil de València (al costat del seu germà César) i en solitari durant 1929 al convocat per Fernando García Mercadal com a delegat a Espanya del Congrés Internacional d'Arquitectura Moderna i del Comitè Internacional per a la Resolució dels Problemes de l'Arquitectura Contemporània, sota el lema "Habitatge Mínim". A més, el 1928 dissenya "Hotel en Alicante", que es va incloure dins de l'article titulat "Arquitectura Mediterranea" a la revista Arquitectura.

### Casa de la Caritat
Des de la Delegació d'Hisenda a Alacant es traslladà a València. El 1931, l'Associació Valenciana de Caritat s'havia decidit acabar amb les penoses condicions de l'alberg del carrer Na Jordana, amb un projecte de José Cort Botí que oferiria quarts independents, però que atesa la situació econòmica del moment, no es va poder portar a cap. Sí que va realitzar alguna millora a la a Casa de la Caritat el 1937.

### Grup de vivendes Churruca
Cort va dissenyar el grup de vivendes Churruca (1945-1960) al Port de Sagunt, un nucli obrer lligat al desenvolupament de la siderúrgia local que va afavorir una gran concentració d'habitatges socials a la zona industrial del Port. Les seues característiques essencials venen determinades per la mida d'un conjunt modern que ja segrega el trànsit rodat, i per la particular manera d'articulació que presenta a partir d'una combinació d'esquemes geomètrics de gran regularitat, incloent un traçat en falca circular amb tres carrers corbes paral·lels. Es complementa amb una escola i una piscina.
Com a element de connexió amb lentorn urbà, destaca una plaça amb dos fronts de pòrtics perpendiculars. La solució porxada de pilars inclinats, serveix en part per situar els comerços i continua per una altra en direcció perpendicular, seguint el traçat d'una avinguda ciutadana rellevant.
Els 370 habitatges estan distribuïts en quinze blocs residencials de testers cecs, que reflecteixen l'estructura de formigó armat. Totes les plantes són passants i ocupen dues crugies; els serveis humits estan situats al costat de les comunicacions verticals. El cos massís de les sales d'estar sobresurt amb un volum prismàtic i s'alterna amb les terrasses superposades dels dormitoris que generen un mòdul més perforat a l'alçat principal. L'alçat posterior es defineix pel ritme i la textura rústica que introdueixen les torres d'escales, amb plaques de pedra igual que els pilars dels pòrtics.

### Obra a la ciutat de València de 1939 a 1957
L'obra feta per José Cort a València durant la primera meitat del període franquista és abundant.
El 1941 es va encarregar de la reforma de la façana del número 5 del carrer Serrano Morales. El 1942 va reformar per a Francisca Rostán i Luis Lafora Almudéver dos edificis contigus al carrer Cervantes 30 i 32, amb col·laboració de Luis Costa Serrano. Una altra obra menor d'aquest període és la derruïda portada de la botiga de marroquineria d'Alejandro Bellido, situada al número 3 del carrer de Russafa.

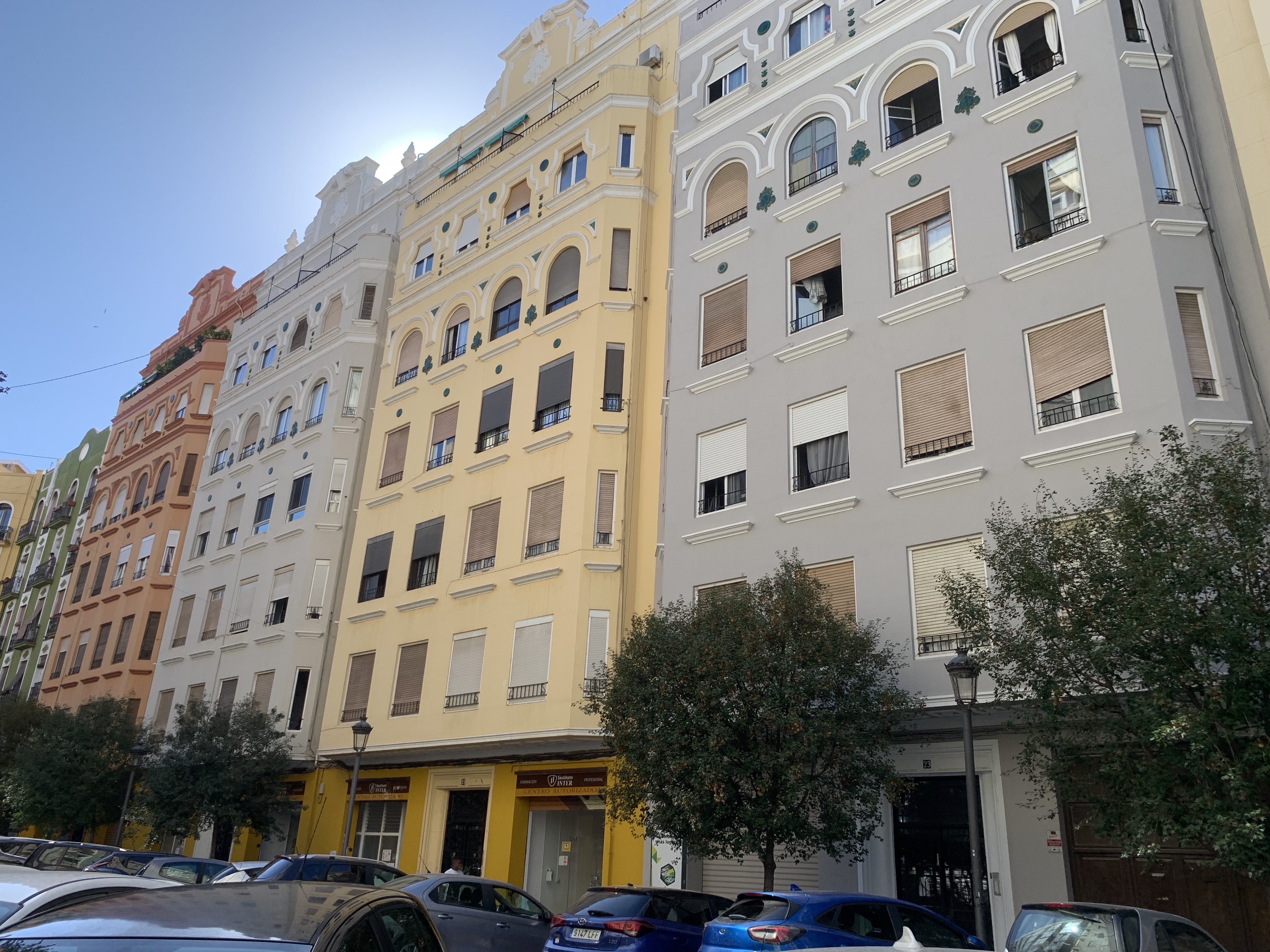
Edificis al carrer del Dr Gil i Morte, obra de José Cort

De l'any 1945 figuren a l'Arxiu Històric Municipal de València quatre projectes i tres edificis. Projectà un edifici per a Luis Solís Bartrina als carrers Travessia de Calabuig i Vicent Brull, al barri del Grau. Un altre projecte d'edifici fou per a José María Baixauli Ramón i Vicente Soler Puig, a la cantonada dels carrers Conca i Àngel Guimerà. Per a Carmen Crespo Bañón, vídua de Vicente Climent Vila, va projectar un edifici al carrer Juan Piñol i travessia de la Mascota. I un darrer projecte d'edifici era inicialment per a José Esteve Pastor, després Francisco Portero Sáez al carrer Literat Azorín. Dels tres edificis construïts, un en va ser també per a José Esteve Pastor, encara que després va passar a José Garcerán Simón, Nicolás Bolós Esteban i Francisco Moret Aparisi, i es va edificar al Passeig de l'Albereda 11 entre 1945 i 1948. La resta de dos edificis van ser un per a José Tello Bellido al carrer del Palleter, i l'altre per a Vicente Alcover Barceló i Manuel Bara Taroncher al carrer Gil i Morte 15, 17, 19 i 21.
L'Arxiu Històric Municipal de València conté documentació de diversos edificis realitzars per José Cort el 1946, un per a José Esteve Pastor al número 29 del carrer de Borriana, un altre per a Rafael Salom Fornals (finalment seria de Francisco Salvador Navarro) al carrer de Sant Vicent Màrtir 135 (cantó a Doctor Vila Barberá), i un més per a José Tello Bellido a la cruïlla dels carrers Sant Ignasi de Loiola i del Palleter. A més construí un edifici per a Obras y Construcciones Urbanas S. A. (OCUSA) a la confluència dels carrers Joan Llorens, Erudit Orellana i Àngel Guimerà (hi figura com "Ángel Guimerá 46 esquina a Erudito Orellana y Juan Llorens").
També en 1946 va realitzar tres projectes de grups d'habitatges per a OCUSA, un de 66 vivendes al Camí de Trànsits, un altre format per quatre grups i un total de 463 habitatges a Benicalap, i un de 192 vivendes novament al Camí de Trànsits. Tots tres projectes els va fer an col·laboració amb Vicent Valls Gadea. Destaca dels seus projectes de 1946 el que va fer per a la Cooperativa de Casas Baratas Dependencia Mercantil del Camí de Torrent a Picassent.
El 1947 va realitzar per a Francisco Esteban Adelantado -representant de Nicolás Bolós Esteban i José Garcerán Simón- un edifici al 19 del carrer Salas Quiroga que finalment fou per a Nicolás Bolós Esteban, Julio Martínez Gallego i Pedro Alriols Bosque.

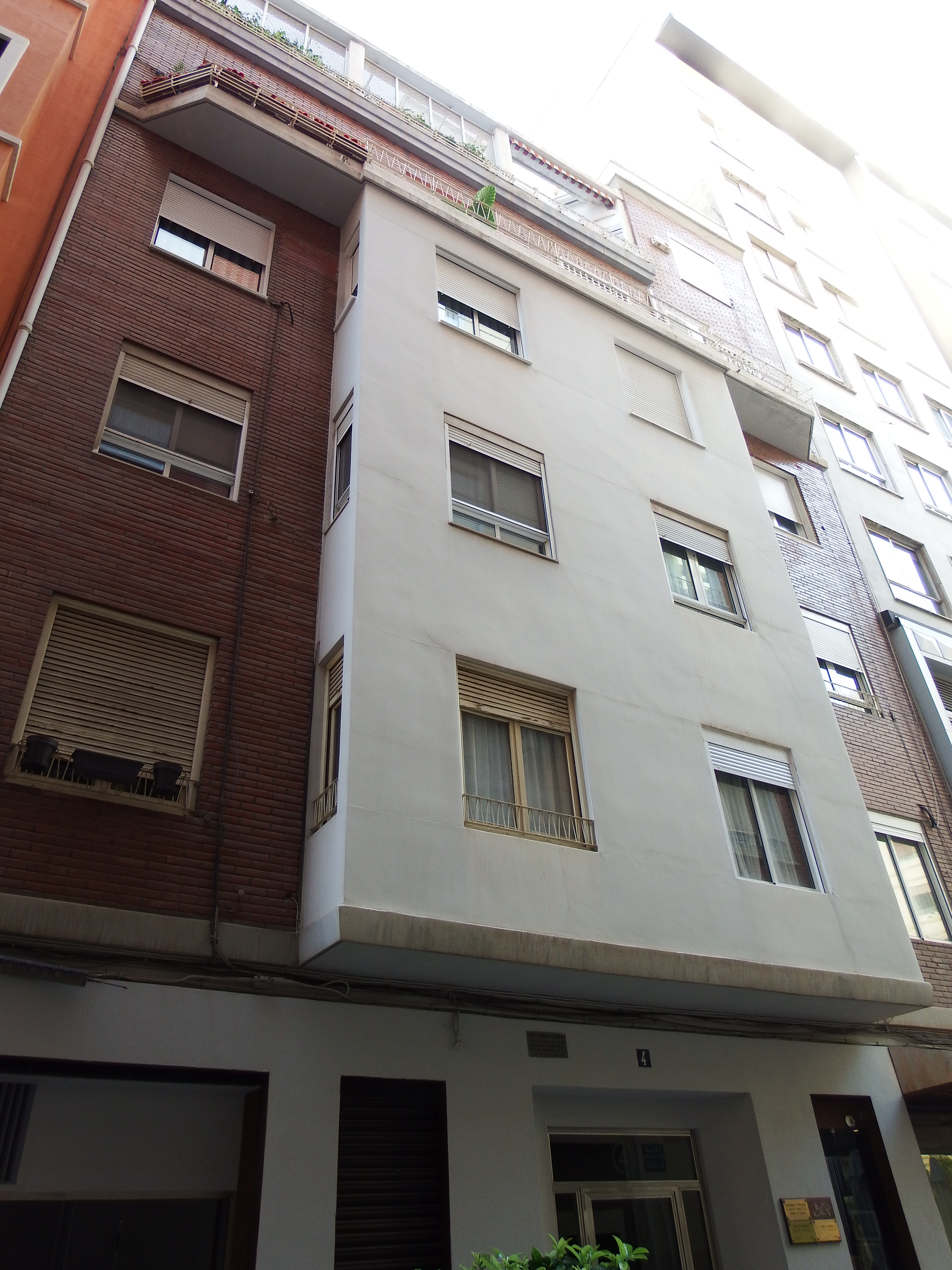
Edifici al carrer Mare de Déu de Gràcia 4

El 1949 va projectar un edifici per a Enrique Ocaña Vidal, situa entre l'avinguda del Doncel Luis Felipe García Sanchiz (posteriorment avinguda del Port) i el Camí Fondo del Grau. El mateix any va realitzar dos projectes per a l'entitat Muñiz y Hernández de Alba, un al carrer Marià Berenguer Mallol, i l'altre un grup d'edificis al carrer del Pintor Peris Brell. També feu un edifici al carrer de Gràcia 4 per a Vicente y Salvador García Blasco i un bloc de tres edificis per a Inmobiliaria Vasco-Levantina S. A. al Camí de Trànsits.
El 1951 va construir un nou edifici a la cruïlla dels carrers Sant Ignasi de Loiola i del Palleter per a José Tello Bellido i José Tello Guillén; i un grup de 204 habitatges al Camí Nou de Torrent a Picanya per a José Zaragozá Zaragozá. També redactà el projecte d'un grup de 149 habitatges per a la Cooperativa de Viviendas Construcción Popular (COPUVA) i el Instituto Nacional de la Vivienda al CamíVell del Grau.
Dins de l'anomenat "Plan de las 5000 Viviendas", que havia de ser executat directament per l'Institut Nacional de l'Habitatge, en un període total de cinc anys des del 1950, Corts va ser arquitecte director de les obres de la segona fase (1952-55) del Grup Passeig València al Mar-Illa Perduda, que ocupa una illa rectangular amb 7 i 9 altures, desenvolupades al voltant d'un pati central enjardinat.
En 1953 va projectar tres grups de vivendes per a Obras y Construcciones Urbanas S. A. (OCUSA), tots tres al Camí de Trànsits, dos de 42 habitatges cadascun i un de138.
L'any 1954 va construir a la cantonada de la Gran Via de Ferran el Catòlic i el carrer del Mestre Palau (Gran Via de Ferran el Catòlic 24) un edifici per a Luis Estellés Ríos, Valeriano Miralles i Rafael Jorro. També va fer edificis per a José Mellado Hormaechea (finalment per a Enrique i Bautista Comes Monfort) al carrer Ángel Guimerá; per a Juan Bautista Riera Sancho al carrer de Quart 20; per a Vicente i Juana García Villanueva al carrer Granada 15, 17, 19 i 21; i per a José Luis Martínez Lenguas al carrer del Literat Azorín 33. Pel que fa als grups d'habitatges, eixe any 1954 va projectar-ne un de 92 vivendes per a Solares y Construcciones S. A. (SOCUSA) al carrer Joaquín Ballester i un altre de 75 per a la Cooperativa de Viviendas Protegidas Los Ferroviarios (COVIFE) al Camí d'Algirós.
Al 1955 va construir altres dos edificis per a SOCUSA, tot i que cap dels dos arribà a la societat. El de l'avinguda de Jacinto Benavente 23 fou per a Bautista Soler Crespo, mentre que el del carrer Reina Na Germana va ser per al seu germà, Vicente Soler Crespo. El mateix any feu in edifici per a Luis Estellés Ríos, Rafael Jorro Vives i Valeriano Miralles Cousy a la Gran Via Ramón y Cajal 55, un grup de viviendes protegides per al Patronat benèfic San Francisco de Asís al Camí de Bondía 30, i a més va fer l'adaptació de la planta baixa i soterrani de la sala de festes Balkis Club Boite per a José Fernández Mocholí a l'edifici Balkis al 26 de l'avinguda de l'Oest, València.